# 大丹波川
大丹波川（おおたばがわ・おおたんばがわ）は、奥多摩町東部の大丹波地区を流れる多摩川の支流の1つ。川苔山の北に源を発し、JR青梅線川井駅の近くの奥多摩大橋の辺りで多摩川と合流する。

## 川沿いにある主な施設
- 大丹波川国際虹ます釣り場（奥多摩町）

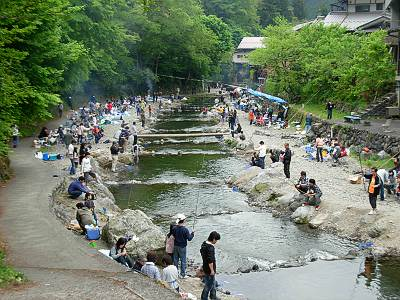
大丹波国際ます釣場で毎年夏に開催される親子釣り体験教室。

管理釣り場の先駆け的な存在として昭和34年に設置。場所は、大丹波地区のバス停「南平」近く。
設立のきっかけは、横田基地の米軍が釣りを楽しむ場所として、奥多摩町長のアイデアだった。全長1キロの管理釣り場の中に、ルアーコーナーも併設。付近の管理釣り場の中でも規模は大きい方で、休日は多くの家族で賑わい、年間3万人ほどが訪れる。釣れる魚はニジマス、イワナ、ヤマメ。
- 清東園キャンプ場 - 川井駅から4.3kmの距離にあるキャンプ場。
- 中茶屋キャンプ場 - 川井駅から4.6kmの距離にあるキャンプ場。
- 百軒茶屋キャンプ場 - 川井駅から4.8kmの距離にある、大丹波地区で最も山奥にあるキャンプ場。